# Leo Fitzpatrick
Pour les articles homonymes, voir Fitzpatrick.
Leo Fitzpatrick (né le 10 août 1978 à West Orange dans le New Jersey, États-Unis) est un acteur qui est surtout connu pour ses rôles dans des films tels que Kids, Storytelling ou encore  Bully.
Il est découvert à l'âge de 14 ans par Larry Clark alors qu'il est en train de faire du skate-board. Larry Clark explique son choix car lorsqu'il observait Fitzpatrick en train de passer des figures de skate et qu'il n'y arrivait pas, ce dernier se mettait à hurler et à insulter tout le monde. Il lui propose d'interprêter le rôle de Telly dans Kids et plus tard dans  Bully. Fitzpatrick raconte comment il a été harcelé à la suite de ce rôle par certains spectateurs du film car ces derniers le confondaient avec son personnage de Telly.
Il est aussi apparu dans les séries HBO, La Caravane de l'étrange et Sur écoute.

## Filmographie sélective

### Cinéma
- 1995 : Kids
- 1997 : Another Day in Paradise
- 2001 : Un amour à New York
- 2001 : Bully
- 2001 : Storytelling
- 2003 : Justice d'Evan Oppenheimer : The Egg Machine
- 2005 : The Girl from Monday
- 2012 : Jack et Diane

### Télévision
- 2002–2004 : Sur écoute
- 2004 : New York, section criminelle (saison 3, épisode 19) : Richard " Ricky " " Chops " Cozza
- 2005 : Earl (My Name Is Earl), Saison 1, épisode 1 : Sonny
- 2007 : Kill Point : Dans la ligne de mire
- 2011 : Sons Of Anarchy, Saison 4 : Shepard
- 2016 : New York, unité spéciale (saison 17, épisode 19) : Gerald Loomis